# Víctor Pecci
Víctor Pecci (Asunción, 15 ottobre 1955) è un ex tennista paraguaiano.
In carriera ha vinto dieci titoli in singolare e dodici in doppio.

## Carriera
Considerato il più grande giocatore di tennis paraguaiano di sempre, ha raggiunto la nona posizione della classifica ATP nel 1980. Di statura molto alta, 1 metro e 93 centimetri, raggiunse la finale del torneo Grande Slam di Parigi, persa contro Björn Borg nel 1979, mentre nello stesso torneo arrivò nel 1981 in semifinale, dopo aver sconfitto l'astro nascente del tennis francese Yannick Noah nei quarti.
A Wimbledon 1985 è stato tra i protagonisti del tie-break più lungo della storia, in coppia con John Frawley e contro il team Gunnarsson - Mortensen ha giocato il quarto e ultimo set fino al risultato 6-3, 6-4, 3-6, 7-624.
In Coppa Davis ha giocato quarantacinque match con la squadra paraguaiana vincendone ventotto.

## Statistiche

### Singolare

#### Vittorie (10)
| Numero | Anno | Torneo                                                     | Superficie  | Avversario in finale | Punteggio               |
| 1.     | 1976 | ATP Madrid, Madrid                                         | Terra rossa | Éric Deblicker       | 7–5, 7–6, 3–6, 2–6, 6–4 |
| 2.     | 1976 | Berlin Open, Berlino                                       | Cemento     | Hans-Jürgen Pohmann  | 6–1, 6–2, 5–7, 6–3      |
| 3.     | 1978 | International Tennis Championships of Colombia, Bogotà     | Terra rossa | Rolf Gehring         | 6–4, 2–6, 6–3, 6–3      |
| 4.     | 1979 | ATP Nizza, Nizza                                           | Terra rossa | John Alexander       | 6–3, 6–2, 7–5           |
| 5.     | 1979 | Quito Open, Quito                                          | Terra rossa | José Higueras        | 2–6, 6–4, 6–2           |
| 6.     | 1979 | International Tennis Championships of Colombia, Bogotá (2) | Terra rossa | Jairo Velasco, Sr.   | 6–3, 6–4                |
| 7.     | 1980 | Santiago Open, Santiago del Cile                           | Terra rossa | Christophe Freyss    | 4–6, 6–4, 6–3           |
| 8.     | 1981 | Viña del Mar Open, Viña del Mar                            | Terra rossa | José Higueras        | 6–4, 6–0                |
| 9.     | 1981 | British Hard Court Championships, Bournemouth              | Terra rossa | Balázs Taróczy       | 6–3, 6–4                |
| 10.    | 1983 | Viña del Mar Open, Viña del Mar (2)                        | Terra rossa | Jaime Fillol         | 2–6, 7–5, 6–4           |